# Richard Marko
Richard Marko (ur. 6 marca 1973 w Bratysławie) – słowacki przedsiębiorca, dyrektor generalny i współwłaściciel przedsiębiorstwa informatycznego ESET. Ukończył studia na Wydziale Elektrotechniki i Informatyki Uniwersytetu Technicznego w Koszycach, gdzie uzyskał czerwony dyplom i nagrodę rektora. Jest współautorem metod heurystyki, które znacząco wpłynęły na rozwój technik wykrywania szkodliwego kodu. W firmie ESET pracuje od roku 1996, jej dyrektorem generalnym został w 2011 roku, następnie otrzymał tytuł „Osobowość IT roku”, a cztery lata później nagrodę „Najrešpektovanejší CEO”. Tytuł ten zdobył również w latach 2018 i 2019. W kwietniu 2020 roku został honorowym prezesem stowarzyszenia Business Leaders Forum.